# Studnice (Jívka)
Studnice (deutsch Dreiborn) ist eine Grundsiedlungseinheit der Gemeinde Jívka in Tschechien. Sie liegt vier Kilometer nordwestlich von Stárkov und gehört zum Okres Trutnov. 

## Geographie
Studnice befindet sich südlich der Adersbach-Weckelsdorfer Felsenplatte in der Polická vrchovina (Politzer Bergland). Das Dorf erstreckt sich über knapp zwei Kilometer im Quellgrund des Studnický potok (Dreiborner Bach). Nördlich erheben sich der Čáp (Storchberg, 786 m n.m.) und die Supí skály (Geiershut, 771 m n.m.), im Nordosten die Skály (Katzenstein, 691 m n.m.) und die Jiráskovy skály (694 m n.m.), östlich  die Teichmannkoppe (696 m n.m.) und die Vrbová (Werbs, 652 m n.m.) sowie im Südwesten der Záhoř (Zahor, 607 m n.m.).  
Nachbarorte sind Skály im Nordosten, Javor und Dědov im Osten, Skalka und Solovický Dvůr im Südosten, Vápenka im Süden, Dolní Vernéřovice im Südwesten, Horní Vernéřovice im Westen sowie Nové Domy, Janovice und Nové Dvorky im Nordwesten. Nördlich liegen die Wüstungen Záboř und Záboř.

## Geschichte
Das Dorf wurde wahrscheinlich zu Beginn des 16. Jahrhunderts durch die Besitzer der Burg Skal gegründet. Die ersten Bewohner waren Landwirte und Waldarbeiter. Erstmals schriftlich erwähnt wurde Studnicze 1534 als Teil der Burgherrschaft Skal. Im Zuge der Erbteilung zwischen den Brüdern Věněk Skoch und Bernart Hertvík Čertorejský von Čertorej, Landeshauptmann des Königgrätzer Kreises († 1654), wurde 1625 die Herrschaft Katzenstein (Skály) geteilt. Durch die Teilung fielen die südlich gelegenen Nachbardörfer Bernart Hertvík Čertorejský zu, der Starkstadt zu seinem Sitz machte. Nach dem Dreißigjährigen Krieg wurde das Dorf deutschsprachig, im Jahre 1651 ist erstmals der Ortsname Dreybrun nachweislich. Der Name leitete sich von drei starken Quellen oder Brunnen her, bei denen Badstuben eingerichtet waren. 1662 erwarb das neu gegründete Bistum Königgrätz das Gut Katzenstein von Wilhelm Albrecht Kolowrat-Krakowsky als Dotation für das Domkapitel; Bischof Matthäus Ferdinand Sobek von Bilenberg gab dem Gut den neuen Namen Bischofstein. 1816 wurde in Dreiborn eine Gehilfenschule eingerichtet, zuvor fand der Schulunterricht in der Pfarrschule von Deutsch-Oberwernersdorf statt.
Im Jahre 1833 bestand das im Königgrätzer Kreis gelegene Dorf Dreiborn aus 87 Häusern, in denen 548 Personen lebten. Im Ort gab es die Gehilfenschule sowie eine Mühle mit einem Mühlteich. Haupterwerbsquelle bildeten die Landwirtschaft und Handweberei. Pfarrort war Deutsch-Oberwernersdorf. Bis zur Mitte des 19. Jahrhunderts blieb das Dorf dem Gut Bischofstein untertänig.
Nach der Aufhebung der Patrimonialherrschaften bildete Dreiborn/Studnice ab 1849 mit den Ortsteilen Bischofstein/Skály und Saborsch/Zaboří eine Gemeinde im Gerichtsbezirk Politz. 1868 wurde die Gemeinde dem Bezirk Braunau zugeordnet. Die Gehilfenschule wurde 1871 zur Gemeindeschule erhoben und bezog 1874 ein neu errichtetes Schulgebäude. In Heimarbeit wurden Dachschauben gefertigt; weitere Nebenerwerbe boten die Besenbinderei, Korbflechterei und Waldarbeit sowie  Holzfuhrdienste. Dagegen verlor die Hausweberei immer mehr an Bedeutung. 1885 hatte das Dorf 550 Einwohner, davon 545 Deutsche und 5 Tschechen. 1894 wurde Dreiborn Teil des neu gebildeten Gerichtsbezirkes Wekelsdorf. Im Jahre 1900 lebten in Dreiborn 467 Personen. 1913 hatte das Dorf 369 Einwohner. Bischofstein und Saborsch lösten sich 1920 von Dreiborn los und bildeten eine eigene Gemeinde. 1920 hatte Dreiborn 323 Einwohner; zehn Jahre später waren es 308.
In den Jahren 1928–1930 erfolgte der Bau einer neuen Straße, die über Serpentinen aus dem Dreiborner Grund nach Bischofstein und weiter durch die Felsenstadt nach Wekelsdorf führte. Nach dem Münchner Abkommen wurde Dreiborn im Herbst 1938 dem Deutschen Reich zugeschlagen und gehörte bis 1945 zum Landkreis Braunau. 1939 hatte die Gemeinde 292 Einwohner. Nach dem Ende des Zweiten Weltkrieges 1945 kam Studnice zur Tschechoslowakei zurück und die deutsche Bevölkerung wurde vertrieben. 1949 wurde Studnice nach Horní Vernéřovice eingemeindet. Im Zuge der Gebietsreform von 1960 erfolgte die Aufhebung des Okres Broumov, seitdem gehört Studnice zum Okres Trutnov. 1961 lebten in Studnice 28 Personen. 
Horní Vernéřovice mit seinen Ortsteilen Dolní Vernéřovice, Nové Domy und Studnice wurde 1964 nach Jívka eingemeindet. 1981 verlor das Dorf den Status eines Ortsteils von Jívka. Die Serpentinenstraße zwischen Studnice und Skály wurde in der zweiten Hälfte des 20. Jahrhunderts für den Kraftverkehr gesperrt, stattdessen wurde der Höhenweg von Skály nach Solovický Dvůr zur Straße ausgebaut.

## Ortsgliederung
Studnice bildet einen Katastralbezirk, der den Namen Studnice u Jívky trägt.

## Sehenswürdigkeiten
- Zahlreiche gezimmerte Chaluppen
- Hölzerner Glockenturm
- Statuengruppe der hl. drei Könige
- Gedenkstein für die Gefallenen des Ersten Weltkrieges
- Hölzerner Aussichtsturm Lenka, errichtet 2009 auf der Gemarkungsgrenze zwischen Skalka, Skály und Studnice; die in 8 m Höhe befindliche Aussichtsplattform bietet eine weite Aussicht zum Ostaš, der Wekelsdorfer Felsenstadt, dem Habichtsgebirge, Eulengebirge und Heuscheuergebirge[5]
- Wekelsdorfer Felsenstadt mit Felsenburg Skály, nördlich des Dorfes